# 恒生科技指數
恒生科技指數是香港上市的科技股金融指數，反映香港上市的科技公司整體金融表現的指標。該指數由恒生指數有限公司負責計算。指數由三十隻恒指科技成份股的市值計算出來的。恒生科技指數成份股每季進行一次檢討。指數於2020年7月27日啟動。恒生科技指數基點為2014年12月31日，基值3000點。
恒生科技指數成立初期，不少媒體以「港版納指」形容恒生科技指數，惟指數啟動後表現欠佳，有網民以「東方垃指」來諷刺此說法。

## 歷史
2021年，受中國加強互聯網企業影響，恒生科技指數從2月18日11001.78點的歷史高位下跌逾40%。有基金業人士解釋恒生科技指數的「快速納入機制」容許新上市的公司被納入指數，由於散戶對新上市的公司的情緒較為熾熱，該機制會增加指數波動的風險。截至2021年8月18日，共有5隻股票經「快速納入機制」納入指數，分別為京東健康、快手、百度、嗶哩嗶哩和汽車之家，它們的市值在上市後分別下跌了42%、81.17%、36.55%、36.54%和47.38%，拖累恒生科技指數下跌逾10%。2022年2月18日，商湯科技被納入恒生科技指數，比重為3.94%。2月23日晚，恒生指數公司發表公告將商湯科技的比重將被調整至0.24%。根據恒生科技指數的計算方法，流通股份市值較大的成份股佔指數比重會較大。恒生指數公司錯誤將商湯科技的流通系數設為35%而非2%，導致商湯科技的比重被高估。受事件影響，追蹤恒生科技指數的基金須賣出商湯科技的股份以反映更新後的比重，2月24日商湯科技下跌11.65%。
2022年10月24日，恒生科技指數首次跌穿基點3000點，收報2801.99點，跌299.38點，跌幅近一成。
2025年2月，受惠于 Deekseek-R1 引发的人工智能热潮，内地和全球资本不断流入香港科技股，带动恒生科技指數不断攀升。

## 相關投資標的
截至2021年5月7日，香港有4隻與恒生科技指數相關的ETF基金，分別為恒生科技ETF(3032)、南方恒生科技(3033)、安碩恒生科技(3067)和華夏恒生科技(3088)。另有槓桿ETFXL二南方恒科(7226)和反向ETFXI二南方恒科(7552)。
2021年，恒生科技指數期貨的成交量佔香港交易所所有期貨成交量的3.4%。
2021年起受中國反壟斷監管等多項因素影響，恒生科技指數節節下跌。2022年3月14日，由台灣統一證券發行的「統一恒生科技指數ETN」（020021）因下跌至觸發強制贖回條件而退市。
2022年11月28日，香港交易所推出恒生科技指數期貨期權。

## 成份股挑選準則
恒生科技指數目的為代表最大30間與科技主題高度相關的香港上市公司，公司需要與網絡(包括移動通訊)、金融科技、雲端、電子商貿或數碼其中一項科技主題高度相關。符合要求的公司中市值排名最高的30隻證券會被選為成份股。每隻股市的權重上限為8%，比重會每季作出調整。

## 成份股
| - 00020 商湯 - 00241 阿里健康 - 00268 金蝶國際 - 00285 比亞迪電子 - 00300 美的集團 - 00522 ASMPT - 00700 騰訊控股 - 00780 同程旅行 - 00981 中芯國際 - 00992 聯想集團 | - 01024 快手 - 01211 比亞迪股份 - 01347 華虹半導體 - 01698 騰訊音樂娛樂 - 01810 小米集團 - 02015 理想汽車 - 02382 舜宇光學科技 - 03690 美團 - 03888 金山軟件 - 06618 京東健康 | - 06690 海爾智家 - 09618 京東集團 - 09660 地平線機器人 - 09626 嗶哩嗶哩 - 09866 蔚來 - 09868 小鵬汽車 - 09888 百度集團 - 09988 阿里巴巴 - 09961 攜程集團 - 09999 網易 |

以上資料截至2025年6月9日。

### 歷來變動
| 日期           | 剔除                                                        | 加入                                         | 成份股數量 | 備註                                                                             |
| -------------- | ----------------------------------------------------------- | -------------------------------------------- | ---------- | -------------------------------------------------------------------------------- |
| 2020年12月7日  | 00136 恆騰網絡 00777 網龍                                   | 00909 明源雲 09990 祖龍娛樂                  | 30         | 恒生指數有限公司宣佈指數檢討結果 （页面存档备份，存于）                          |
| 2020年12月22日 |                                                             | 06618 京東健康                               | 31         | 恒生指數系列成份股變動 （页面存档备份，存于） 成份股增加到31隻                   |
| 2021年2月23日  |                                                             | 01024 快手                                   | 32         | 恒生指數系列成份股變動 （页面存档备份，存于） 成份股增加到32隻                   |
| 2021年3月15日  | 01478 丘鈦科技 01896 貓眼娛樂 02400 心動公司 02858 易鑫集團 | 06690 海爾智家 09698 萬國數據                | 30         | 恒生指數有限公司宣佈指數檢討結果 （页面存档备份，存于） 成份股減少到30隻         |
| 2021年4月9日   |                                                             | 09888 百度                                   | 31         | 恒生指數系列成份股變動 （页面存档备份，存于） 成份股增加到31隻                   |
| 2021年6月7日   | 00763 中興通訊 06088 FIT HON TENG 09990 祖龍娛樂            | 02518 汽車之家 09626 嗶哩嗶哩                | 30         | 恒生指數有限公司宣佈指數檢討結果 （页面存档备份，存于） 成份股減少到30隻         |
| 2021年9月6日   | 01797 新東方在綫                                            | 09961 攜程集團                               | 30         | 恒生指數有限公司宣佈指數檢討結果 （页面存档备份，存于）                          |
| 2022年3月7日   | 00780 同程旅行 02013 微盟 02518 汽車之家                    | 00020 商湯科技 02015 理想汽车 09868 小鵬汽車 | 30         | 恒生指數有限公司宣佈指數檢討結果 （页面存档备份，存于）                          |
| 2022年6月13日  | 00522 ASM太平洋                                             | 09866 蔚來汽車                               | 30         | 恒生指數有限公司宣佈指數檢討結果 （页面存档备份，存于）                          |
| 2023年3月13日  | 00909 明源雲                                                | 09898 微博                                   | 30         | 恒生指數有限公司宣佈指數檢討結果 （页面存档备份，存于）                          |
| 2023年9月4日   | 02018 瑞聲科技                                              | 01797 東方甄選                               | 30         | 恒生指數有限公司宣佈指數檢討結果 （页面存档备份，存于）                          |
| 2024年3月4日   | 09698 萬國數據                                              | 00780 同程旅行                               | 30         | 恒生指數有限公司宣佈指數檢討結果 （页面存档备份，存于） 同程旅行第二次列為成份股 |
| 2024年9月9日   | 01833 平安好醫生                                            | 00522 ASMPT                                  | 30         | 恒生指數有限公司宣佈指數檢討結果 （页面存档备份，存于）                          |
| 2024年12月9日  | 09898 微博                                                  | 00300 美的集團                               | 30         | 恒生指數有限公司宣佈指數檢討結果 （页面存档备份，存于）                          |
| 2025年3月10日  | 01797 東方甄選 06060 眾安保險                               | 01698 騰訊音樂娛樂 09660 地平線機器人        | 30         | 恒生指數有限公司宣佈指數檢討結果 （页面存档备份，存于）                          |
| 2025年6月9日   | 00772 閱文集團                                              | 01211 比亞迪股份                             | 30         | 恒生指數有限公司宣佈指數檢討結果 （页面存档备份，存于）                          |

## 各項紀錄
| 紀錄                   | 點數     | 日期           | 資料來源 |
| ---------------------- | -------- | -------------- | -------- |
| 歷史最高點數           | 11001.78 | 2021年2月18日  | [ 20 ]   |
| 歷史最高收市點數       | 10945.22 | 2021年2月17日  | [ 21 ]   |
| 歷史最低點數           | 2720.38  | 2022年10月25日 |          |
| 歷史最低收市點數       | 2801.99  | 2022年10月24日 |          |
| 單日最大升幅(以點數計) | 770.97   | 2022年3月16日  | [ 22 ]   |
| 單日最大跌幅(以點數計) | 552.59   | 2021年3月8日   |          |

| 名次 | 日期          | 漲跌百分比 | 收盤    | 漲跌點數 |
| ---- | ------------- | ---------- | ------- | -------- |
| 1    | 2022年3月16日 | +22.20%    | 4243.39 | +770.97  |
| 2    | 2022年4月29日 | +9.96%     | 4471.75 | +404.86  |
| 3    | 2021年7月29日 | +8.00%     | 6958.77 | +515.46  |
| 4    | 2022年3月17日 | +7.76%     | 4572.79 | +329.4   |
| 5    | 2021年8月24日 | +7.06%     | 6446.18 | +414.91  |
| 6    | 2025年2月21日 | +6.53%     | 5859.3  | +359.28  |
| 7    | 2024年9月24日 | +5.88%     | 3915.58 | +217.31  |

| 名次 | 日期           | 漲跌百分比 | 收盤    | 漲跌點數 |
| ---- | -------------- | ---------- | ------- | -------- |
| 1    | 2022年3月14日  | -11.03%    | 3778.60 | −468.37  |
| 2    | 2022年10月24日 | -9.65%     | 2801.99 | −299.38  |
| 3    | 2022年3月15日  | -8.10%     | 3472.42 | −306.18  |
| 4    | 2021年7月27日  | −7.97%     | 6249.65 | −541.31  |
| 5    | 2021年7月26日  | −6.57%     | 6790.96 | −477.18  |
| 6    | 2021年3月8日   | −6.40%     | 8081.63 | −552.59  |
| 7    | 2020年11月11日 | −6.23%     | 7465.44 | −496.30  |

## 外部連結
- 恒生科技指數 （页面存档备份，存于）